# Ditha laosana
Ditha laosana är en spindeldjursart som beskrevs av Beier 1951. Ditha laosana ingår i släktet Ditha och familjen Tridenchthoniidae. Inga underarter finns listade i Catalogue of Life.